# Leonid Ostrouszko
Leonid Konstantinowicz Ostrouszko, ros. Леонид Константинович Остроушко (ur. 10 sierpnia 1936 w Wielkim Tokmaku, zm. 3 grudnia 2019) – kazachski piłkarz pochodzenia ukraińskiego, grający na pozycji pomocnika, trener piłkarski.

## Kariera piłkarska

### Kariera klubowa
Wychowanek klubu Spartak Ałma-Ata. W 1954 rozpoczął karierę piłkarską w miejscowej drużynie Łokomotiw Ałma-Ata, która w 1955 nazywała się Urożaj Ałma-Ata, a w 1956 przyjęła nazwę Kajrat Ałma-Ata. W 1958 został zaproszony do Dynama Kijów, ale nie rozegrał żadnego meczu i w następnym sezonie powrócił do Kajratu Ałma-Ata. Łącznie 13 sezonów bronił barw kazachskiego zespołu, w tym 7 sezonów w Wysszej Lidze ZSRR, w której rozegrał 200 meczów i strzelił 8 goli. W 1967 zakończył swoje występy.

## Kariera trenerska
Po zakończeniu kariery piłkarskiej rozpoczął pracę szkoleniową. Najpierw pomagał trenować rodzimy klub Kajrat Ałma-Ata. Od 1969 prowadził takie kluby jak Cementnik Semipałatyńsk, Ałatau Dżambuł, Celinnik Celinograd, Szachtior Karaganda i Kajrat Ałma-Ata. w 1986 roku jego Kajrat zajął 7 miejsce w Wyższej Lidze ZSRR - najlepszy wynik kazachskiego klubów w mistrzostwach ZSRR. W latach 1989–1991 trenował algierski klub. W latach 1992–1993 pełnił funkcje selekcjonera olimpijskiej reprezentacji Kazachstanu. Następnie pracował z rosyjskimi klubami Smiena-Saturn Sankt Petersburg i Spartak Oriechowo-Zujewo. W 2000 wyjechał do Uzbekistanu, gdzie doprowadził do mistrzostwa Doʻstlik Yangibozor. W 2001 szkolił narodową reprezentację Uzbekistanu. W 2002 został zaproszony na stanowisko głównego trenera klubu Jesil-Bogatyr Petropawł, ale po pół roku został zwolniony. Wkrótce po tym objął stanowisko głównego trenera rosyjskiego klubu Dinamo Sankt Petersburg. W 2003 po raz kolejny kierował Kajratem Ałma-Ata. W latach 2004–2005 pracował z białoruskim Dynamem Mińsk.

## Sukcesy i odznaczenia

### Sukcesy klubowe
- wicemistrz Drugiej Grupy Klasy "A" Mistrzostw ZSRR: 1965

### Sukcesy trenerskie
- mistrz Uzbekistanu: 2000
- mistrz Białorusi: 2004
- mistrz Pierwszej Ligi ZSRR: 1976, 1983
- mistrz grupy kazachskiej Klasy "B" ZSRR: 1970
- wicemistrz grupy kazachskiej Klasy "B" ZSRR: 1969, 1971
- wicemistrz 7 strefy Wtoroj Ligi ZSRR: 1981

### Sukcesy indywidualne
- król strzelców Kajratu Ałma-Atu w sezonie 1957: 12 goli

### Odznaczenia
- tytuł Mistrza Sportu ZSRR: 1963
- tytuł Zasłużonego Trenera Kazachskiej SRR: 1974
- tytuł Zasłużonego Trenera Rosji
- tytuł Zasłużonego Trenera Uzbekistanu